# Lilltjärnen (Ströms socken, Jämtland, 707080-150223)
Lilltjärnen är en sjö i Strömsunds kommun i Jämtland och ingår i Ångermanälvens huvudavrinningsområde.